# Pseudocyclosorus ochthodes
Pseudocyclosorus ochthodes är en kärrbräkenväxtart som först beskrevs av Kze., och fick sitt nu gällande namn av Holtt. Pseudocyclosorus ochthodes ingår i släktet Pseudocyclosorus och familjen Thelypteridaceae. Inga underarter finns listade.